# Hans Scheele
Hans Scheele, född 18 december 1908 utanför Hamburg, död 23 juli 1941, var en tysk friidrottare.
Scheele blev tillsammans med Helmut Hamann, Harry Voigt och Adolf Metzner Europamästare 1934 på 4 x 400 meter då det tyska laget vann stafetten för Frankrike och Sverige. Vid de olympiska spelen 1936 åkte Scheele ut i försöken på 400 meter häck. Scheele dödades i strid under andra världskriget.